# Mek (Volk)

Das kleine Verbreitungsgebiet der Mek (grün eingefärbt)

Die Mek sind ein melanesisches Papuavolk in Westneuguinea. Sie zählen zu den Hochland-Papua, einer dunkelhäutigen, kraushaarigen und auffallend kleinwüchsiges Volk.

## Lebensraum und -grundlagen
Die Mek leben im zentralen Bergland der indonesischen Provinz Papua. In westlicher Nachbarschaft siedeln die Volksgruppen der Yali und Dani, östlich grenzen die Territorien der Ok an (Grenzgebiet zu Papua-Neuguinea). Mek bedeutet – genauso wie Ok – Wasser, Fluss oder Bach. Weiter östlich liegt, hinter der Grenze von Papua-Neuguinea, das Stammesgebiet des kleinen Völkchens der Bimin-Kuskusmin.
1972 wurden die Mek erstmals im Gebiet der Eipo kontaktiert, bereits 1974 waren Kontakte zu ihnen perpetuiert. Landepisten wurden im Siedlungsgebiet gebaut. 1976 endeten die nachbarschaftlichen Fehden. Im Rahmen der Beendigung der traditionellen Lebensweise wurden alle Attribute steinzeitlichen Habitus aufgegeben. 1981 bereits war jeder dritte Mek getauft.

### Gesellschaft und Religion
In der Ethnologie werden die Gesellschaftsformen der Hochlandbevölkerung der Mek, als segmentär bezeichnet, wonach eine Gesellschaft in größere Gruppen (Sippen) unterteilt ist, die wiederum unterteilt sind in kleinere Gruppen (Untersippen), aus denen wiederum noch kleinere Einheiten hervorgehen. Stände, Kasten, Häuptlinge usw. sind unbekannt. Bemerkbar werden die grundsätzlich nebeneinander bestehenden Gruppen, wenn Rechte berührt sind, wie Heirat, Erbfall oder Wohnungsnahme im Familienhaus (dib eik), weil Verhaltensregeln zu beachten sind, wozu übergreifend Grundsätze der patrilinearen Filiation oder Exogamie zählen. Die einzelnen Siedlungen, die soziale und ökonomische Einheiten im oben genannten Sinne sind, werden von 10 bis 30 Rundhütten gebildet. Eine Siedlung beherbergt bis zu 140 Personen. Die Hütten stehen so eng aneinander gebaut, dass sich die Dächer nahezu berühren.
Die gesellschaftliche Ordnung und das daraus resultierende Wertesystem sind in den Herkunftsmythen begründet. Sie werden in den Riten des „Ahnenkultes“ anerkannt. Die Religion dieses Volkes gründet somit auf der rituellen Verehrung der Urväter und Ahnen. Dies ist Aufgabe der Männer und der Rat findet in ihren Männerhäusern (yoek aik) statt, die wie die einst ordnungslose Welt, von Mond und Sonne erschaffen wurden (Dukuramduweik). In politischer Hinsicht entscheiden sie, wann Kriege zu führen sind, ihre Schweinefeste veranstaltet werden oder Schutzbündnisse mit Nachbarn vereinbart werden. In Kriegszeiten steht ein Dorf vollständig zur Beratung zusammen. Die Führung des Dorfes durch einen Dorfvorsteher ist den Mek unbekannt (Akephalie). Kraft natürlicher Autorität gibt es gleichwohl Stammesmitglieder, die größere Einflüsse ausüben können (big men).

### Wirtschaft
Die Mek sind sesshafte Landwirte. Ihre Hauptnahrungsgrundlage bildet die von ihnen seit rund 300 Jahren kultivierte Süßkartoffel. Daneben bauen sie Yams, Taro, Bananen und Zuckerrohr an. Transportiert werden sie mittels in Schlingtechnik hergestellten Netzen (aleng). Die Böden werden durch Brandrodung und mittels Grabstock (on kama) urbar gemacht. Alte Anbauflächen werden nach Brachezeiten wiederbewirtschaftet. Bekannt ist zudem der Terrassenfeldbau, die Anlage von Hochbeeten und Entwässerungstechnologie mittels Gräben. Ergänzung findet der Speiseplan in Froschfleisch, Raupen, Grillen und Glattechsen. Diese werden von Frauen und Kindern eingesammelt. Derweil gehen die Männer mit Bogen (yin) und Pfeilen (male) auf die Jagd und erlegen Vögel und Beuteltiere. Es gibt nur eine Arbeitsteilung zwischen den Geschlechtern, spezialisierte Berufsgruppen sind unbekannt. Ebenso unbekannt sind Stapel- und Vorratswirtschaft.
Die bewirtschafteten Gärten der Mek liegen vornehmlich in einer Höhe zwischen 1200 und 2000 m. Unterhalb dieser Höhen bewirtschaften sie Sagopalmen, aus denen sie Sago gewinnen und ernten die großen roten Fruchtstände des zu den Schraubenbaumgewächsen gehörenden Pandanus conoideus. In Höhen über 2000 m kultivieren sie andere Schraubenbaumarten.
Speisen werden am Feuer geröstet oder im „Erdofen“ (fito) gedünstet. Im Vergleich zu den Tiefland-Kulturen Neuguineas ist die Ausrüstung mit materiellen Gütern unverhältnismäßig schlicht. Produktionsmittel bilden die menschliche Muskelkraft, Feuer, Wasser und einfachste Werkzeuge. Mehr Einfallsreichtum als auf Nutzgegenstände verwenden die Mek auf die Herstellung von Schmuck. Dieser wird aus Tierknochen, -zähnen und -fellen, Vogelfedern, Kauri- wie Stachelschnecken („Importe“) und Bast hergestellt. Typische Bekleidungsstücke der Mek sind der Brustpanzer (ting), Peniskalebassen (sanyum) vom Flaschenkürbis (Männer), kurze mehrlagige Schurze (lye) aus den Stängeln der Wasserkastanie (Frauen) und in Kümmerform ein zeremonieller Hinterhauptschmuck (mum).

## Sprache
Die Sprache der Mek wird von etwa 40.000 Menschen in drei Dialektketten (aufgeteilt nach den Siedlungsbereichen von Ost über Zentrum nach West) gesprochen und bildet einen eigenen Zweig innerhalb der Trans-Neuguinea-Sprachen. Die Mek-Sprachen sind eine valide nachgewiesene Familie von Papuasprachen.
Nach Heeschen (1998) können drei Dialektketten differenziert werden:
- Osten: Ketengban (einschließlich Okbap, Omban, Bime, Onya),[6] Goliath (auch Una),[7] Eipo.
- Nordzentrum: Kosarek Yale–Nipsan[8][9] Nalca.[10]
- Westen: Korupun-Sela (einschließlich Dagi, Sisibna, Deibula).[11]